# パーティック駅
座標: 北緯55度52分11秒 西経4度18分33秒 / 北緯55.86972度 西経4.30917度
パーティック駅（パーティックえき）はスコットランドグラスゴーに位置するファースト・スコットレールとグラスゴー地下鉄の駅である。

## 利用可能な鉄道路線
ファースト・スコットレール
■ アーガイル線
■ノース・クライド線
グラスゴー地下鉄
■グラスゴー地下鉄

## 駅構造

### ファースト・スコットレール
相対式ホーム2面2線を有する地上駅。

### グラスゴー地下鉄
相対式ホーム2面2線を有する地下駅。

## 駅周辺
住宅街となっている。

## 歴史
- 1896年12月14日 - グラスゴー地下鉄のMerkland Street駅として開業。
- 1977年 - グラスゴー地下鉄の駅の大規模工事開始。
- 1980年 - グラスゴー地下鉄の駅の大規模工事が終了し、Partick駅に改称。[1]

## 隣の駅
ファースト・スコットレール
■アーガイル線
エクスヒビジョン・センター駅 - パーティック駅 - ハインドランド駅
■ノース・クライド線
チャリング・クロス駅 - パーティック駅 - ハインドランド駅
グラスゴー地下鉄
■グラスゴー地下鉄
ゴヴァン駅 - パーティック駅 - ケルビンホール駅